# Адальберт Савойский-Генуэзский
Адальбе́рт Саво́йский-Генуэ́зский (итал. Adalberto di Savoia-Genova), он же Адальбе́рт Саво́йский, ге́рцог Бе́ргамо (итал. Adalberto di Savoia, duca di Bergamo); полное имя — Адальбе́рт Луитпо́льд Еле́на Ио́сиф Мари́я Саво́йский-Генуэ́зский (итал. Adalberto Luitpoldo Elena Giuseppe Maria di Savoia-Genova; 19 марта 1898, Турин, Королевство Италия — 15 декабря 1982, Турин, Италия) — представитель Генуэзской ветви Савойского дома, герцог Бергамо с 1904 по 1982 год. Дивизионный генерал армии Королевства Италия с 1936 года.

## Биография

### Происхождение
Родился в замке Алье, близ Турина, 19 марта 1898 года. Он был третьим сыном и четвёртым ребёнком в семье савойского принца Томаса, 2-го герцога Генуи и Изабеллы, баварской принцессы из дома Виттельсбахов. По отцовской линии приходился внуком савойскому принцу Фердинанду, 1-у герцогу Генуи и Елизавете, саксонской принцессе и герцогине из дома Веттинов. По материнской линии был внуком баварского принца Адальберта и испанской инфанты Амелии Филиппины из дома Бурбонов. Он приходился племянником королеве-матери Маргарите и двоюродным братом итальянскому королю Виктору Эммануилу III.
Полным именем принца было Адальберто Луитпольдо Элена Джузеппе Мария. С рождения он носил титул принца Савойи и Генуи. 22 сентября 1904 года король Виктор Эммануил III присвоил ему личный титул герцога Бергамо.

### Военная карьера
Участвовал в Первой мировой войне. В октябре 1917 года сражался со своим отрядом на высоте Монтелло, в феврале 1918 года — в Валлагарина. С 1927 по 1930 год обучался в военной школе. В 1931 — 1934 года командовал Савойским кавалерийским полком. В 1934 году ему было присвоено звание бригадного генерала. В 1934 — 1935 годах командовал 6-й пехотной бригадой. В 1935 году был повышен до места заместителя командира дивизии.
Принимал участие во Второй итало-эфиопской войне. В 1935 — 1936 годах в Эфиопии служил заместителем командующего 24-й пехотной дивизии «Гран-Сассо». В 1936 году получил звание генерал-майора и стал командующим 24-й пехотной дивизии «Гран-Сассо», командующим 58-й стрелковой дивизии «Леньяно», командующим третьего корпуса. В 1940 — 1942 годах он — генеральный командующий 8-й армией, а в следующем году — 7-й армии.
После оккупации Албании герцог Бергамский рассматривался в качестве королевского генерал-губернатора, но не стал им. Он поехал в Софию во главе официальной делегации Итальянского королевства на похороны царя Болгарии Бориса III, который умер 28 августа 1943 года.
Во время фашистской эры Органом надзора за антигосударственными проявлениями на него было открыто досье из-за предполагаемого гомосексуализма.
Герцог Бергамский, однако, имел длительные внебрачные отношения с неизвестной по имени пмьемонтской аристократкой. Жениться на ней ему запретил король Умберто II. Он никогда не был женат и не имел детей. Как и старшие братья, старался не участвовать в политике и жизни двора.

### Поздние годы
В 1946 году, после упразднения монархии в Италии, герцог Бергамский остался в Италии. В течение тридцати лет он жил вместе со старшим братом, герцогом Пистойским в отеле «Лигуре» на площади Карло Феличе в Турине. В 1977 году, после того, как грабители вскрыли дверь в их номер и украли содержимое нескольких сейфов, в том числе его собственного, герцог переехал в имение Гертруды Кифер фон Рафллер, вдовы Массимо Оливетти.
Всю свою жизнь он не пользовался особым уважением у членов династии. Как-то король Витторио Эмануэле III, в частной беседе с Галеацо Чиано, назвал герцога Бергамского и его старшего брата — герцога Пистойского, имбицилами. Также во время референдума 1946 года министр Королевского двора Лючиферо, Фальконе, в своём дневнике высказался весьма критично об умственных способностях братьев-герцогов, но никак не об их образе жизни, который всегда был скромным и простым.
Принц Адальберто Луитпольдо Элена Джузеппе Мария Савойский, герцог Бергамский умер в Турине 15 декабря 1982 года. Его похоронили в фамильном склепе Савойской династии в базилике Суперга.

## Титул и награды
Герцог Бергамский
Формы обращения
- 19.03.1898 — 22.12.1904 Его Королевское высочество, принц Филиберто Савойский-Генуэзский;
- 22.12.1904 — 15.12.1982 Его Королевское высочество, принц Филиберто Савойский-Генуэзский, герцог Бергамский.

Награды
| - Кавалер Высшего ордена Святейшего Благовещения; - Кавалер Большого креста ордена святых Маврикия и Лазаря; - Кавалер Большого креста ордена Короны Италии; - Бронзовая медаль «За воинскую доблесть»; | - Кавалер ордена святого Губерта (Баварское королевство); - Кавалер ордена Чёрного орла (Прусское королевство); - Кавалер Мальтийского ордена. |  |